# Edward Alfred Minchin
Edward Alfred Minchin (Weston-super-Mare, 1866 – Selsey, 30 settembre 1915) è stato un biologo inglese, professore di anatomia comparata presso l'Università di Oxford..

## Alcune opere
- An introduction to the study of the Protozoa (PDF), 1922.